# 趙賽月
趙 賽月（ちょう さいげつ、1118年 - ?）は、北宋の徽宗の第30皇女（夭逝を除いて第19皇女）。

## 経歴
華福帝姫の位を授けられた。
靖康の変後、華福帝姫は金に連行された。洗衣院で育てられ、成長後に熙宗に献じられた。天会13年（1135年）5月に夫人に封ぜられ、皇統2年（1142年）3月に妃にいたった。以後の動静は不明であるが、『三朝北盟会編』（1162年完成）によると、同書の頃までに金で没したという。

## 伝記資料
- 『皇第三十女特封華福帝姫制』
- 『靖康稗史箋證』
- 『宋会要輯稿』
- 『三朝北盟会編』